# Alalomantis coxalis
Alalomantis coxalis är en bönsyrseart som beskrevs av Henri Saussure och Leo Zehntner 1895. Alalomantis coxalis ingår i släktet Alalomantis och familjen Mantidae. Inga underarter finns listade i Catalogue of Life.